# Riosucio (Chocó)
Riosucio es un municipio de Colombia ubicado en la zona de Urabá en el departamento de Chocó.

## Historia
En la época precolombina, el territorio del actual municipio de Riosucio estuvo habitado por los indígenas Kuna.
Sobre la fundación de Riosucio no se tienen datos exactos, pero pudo haber ocurrido entre los años 1518 y 1524, después del segundo viaje de Vasco Núñez de Balboa al río Atrato. En tiempos de la colonia española, Riosucio fue un centro de tráfico de piratas, contrabandistas y aventureros provenientes de Flandes, Francia y Escocia. Los primeros colonos que se establecieron formalmente eran pescadores de tiburones que provenían del departamento de Bolívar y del Alto Atrato. Algunos de los colonos fueron Vibiano Quejada, Tiberino Baldrich, Isidro Vieira, Domingo Bailón, entre otros, quienes construyeron un caserío en la margen derecha del río, y nombraron al caserío como Riosucio, por la turbulencia de las aguas y el color oscuro en la desembocadura. Al principio, los habitantes de Riosucio fueron eminentemente pescadores, pero posteriormente se iniciaron labores de agricultura y comercio. Debido a la inestabilidad de los terrenos y a la erosión de las aguas, la cabecera municipal ha tenido que ser permanentemente trasladada y reconstruida a lo largo de la historia.
En el año 1821, mediante la Ley 8, sancionada por el Libertador Simón Bolívar, se adscribió Riosucio al cantón de Citara.

## Geografía

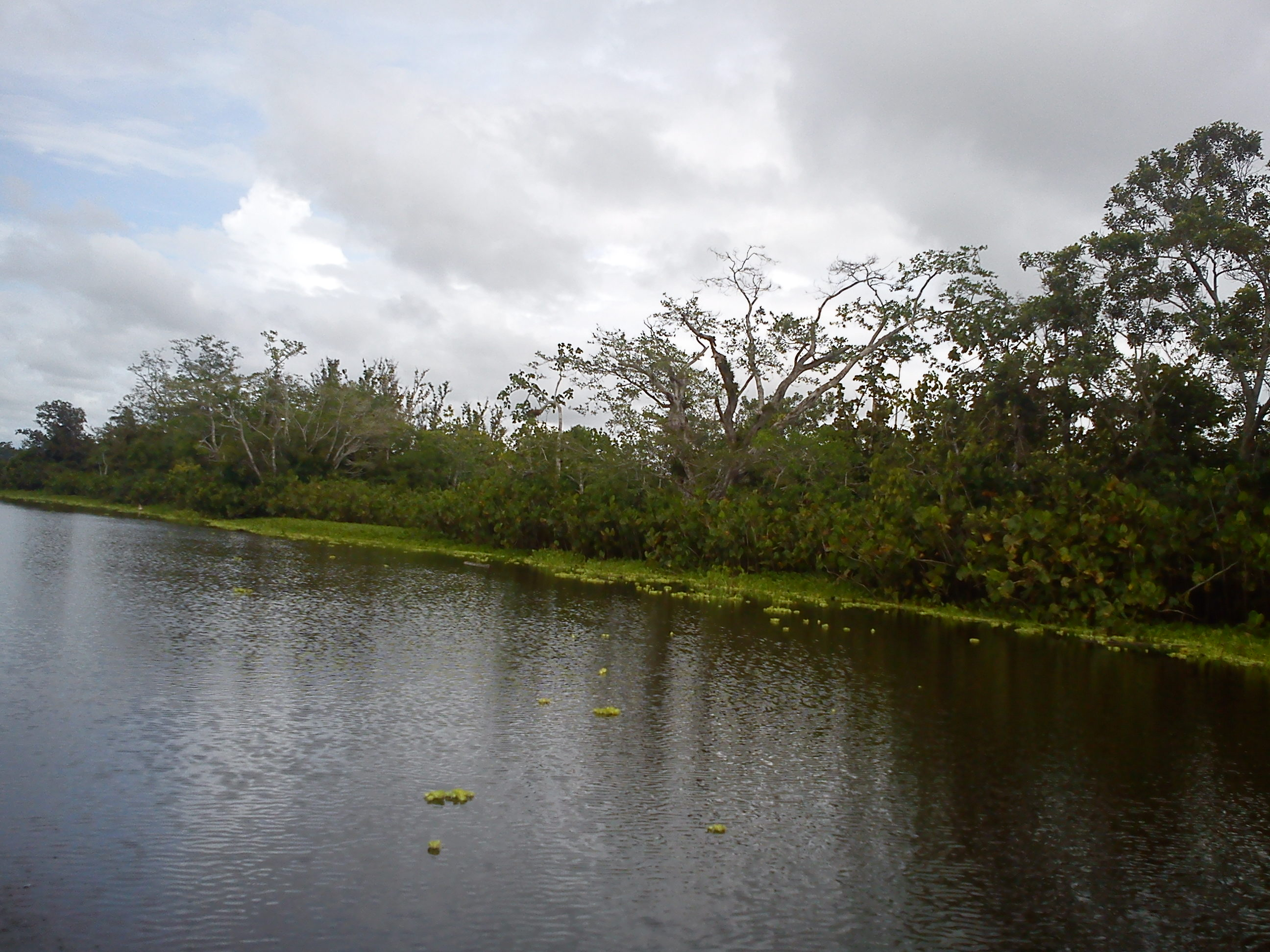
Entrada a Riosucio por el sector de Cacaricas.

El municipio de Riosucio se encuentra localizado al norte del departamento del Chocó, en la llamada zona del bajo Atrato. El municipio se encuentra bañado por las aguas del río Atrato, el río Sucio y los ríos Salaquí y Truandó, entre otros. La cabecera municipal se encuentra situada sobre la margen derecha del río Atrato, en un terreno bajo e inundable.
Al Norte los terrenos son bajos, cenagosos y cubiertos de espesa selva; por el occidente hay terrenos montañosos que corresponden a las estribaciones de las serranías del Baudó y del Darién, siendo la mayor elevación el cerro de Quia.

### Límites
El municipio de Riosucio limita por el norte con la Provincia del Darien y el municipio de Unguía; por el oriente con Belén de Bajirá y Turbo por el sur con los municipios de Carmen del Darién y Bahía Solano, y por el occidente con el municipio de Juradó y la Provincia de Darién.

## Economía
Las principales actividades económicas del municipio son la explotación agrícola, la forestal y pecuaria; esta última es la que más personas ocupa y la que más divisas genera con una variedad de empleos e ingresos en sus habitantes. Algunas otras actividades primarias son la ganadería extensiva y el cultivo de palma africana.

## División Político-Administrativa
Además de su Cabecera municipal. Riosucio tiene bajo su jurisdicción los siguientes Centros poblados:
- Brasito
- Chintadó Medio
- La Honda
- Pedeguita
- Peranchito
- Puente América - Cacarica

## Vías de comunicación
Riosucio no cuenta con aeropuerto; tiene acceso por carretera que lo comunica con Belén de Bajirá y algunos municipios de la región de Urabá en Antioquia, la cual se encuentra en un deplorable estado. Para llegar a la capital departamental Quibdó, se usa como corredor vial el río Atrato, al igual que para llegar al municipio de Turbo, en el departamento de Antioquia.

## Sitios de interés
- Parque nacional natural los Katíos
- Plaza de mercado del municipio

## Festividades
- Festival del Dulce (Semana Santa)
- Fiestas Patronales de la Virgen del Carmen (del 6 al 16 de julio)

## Riosuceños ilustres
- César Rivas Lara: Escritor y poeta nacido en Riosucio el 30 de noviembre de 1946. Estudió filología e idiomas en la Universidad Libre (Colombia), además de maestrías en educación, letras y ciencias en la Universidad Estatal de California.[6]

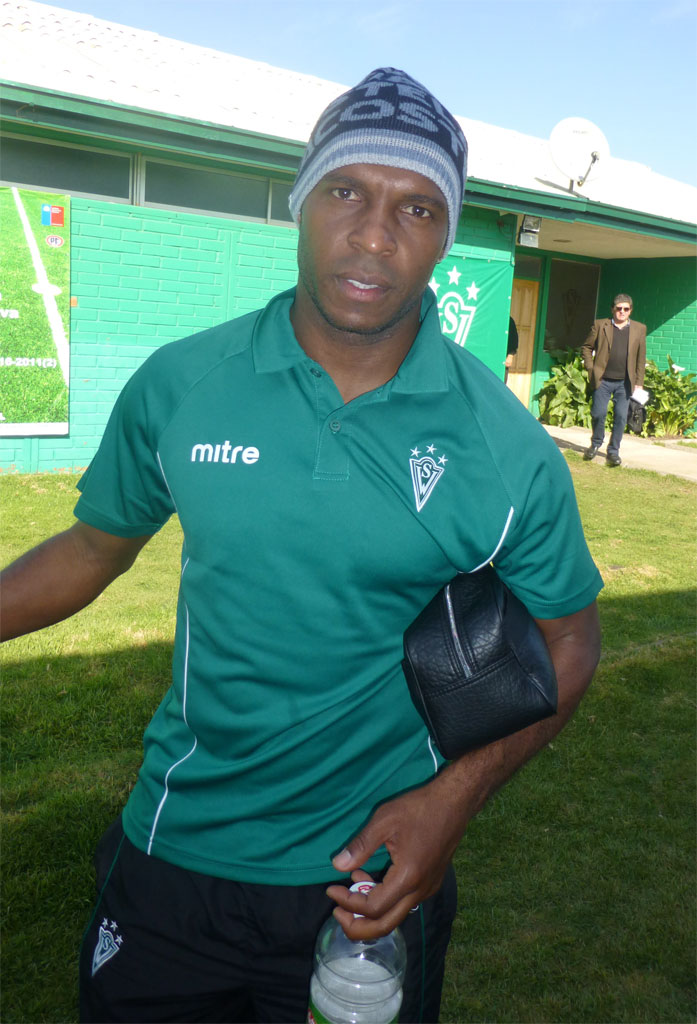
Tressor Moreno.

- Malher Tressor Moreno Baldrich: Futbolista que juega como centrocampista, nacido en Riosucio el 11 de enero de 1979. Su primera nominación fue para participar en la Selección Sub-21 de Colombia para afrontar el torneo amistoso Esperanzas de Toulon del año 2000, donde su selección obtendría el primer lugar y en lo personal sería premiado como el mejor jugador y goleador del torneo. Jugó con Colombia en la Copa América 2004, la Copa de Oro de la Concacaf 2005 y en tres procesos clasificatorios para el Mundial de Corea y Japón 2002, Mundial de Alemania 2006 y Mundial de Sudáfrica 2010 convirtiendo siete goles en treinta y dos partidos jugados.

Víctor Dionisio Ariza Prada, nacido el 24 de marzo de 1921 en Riosucio, se formó como profesor de matemáticas en la Universidad Pedagógica de Tunja. Trabajó en la Universidad de Antioquia y luego fue llamado a la Universidad del Valle (Cali), donde a mediados de los años 1960 llegó a la dirección del Departamento de Matemáticas, cargo con el que se pensionó en 1972, antes de viajar a Venezuela, donde trabajó con las universidades de Maracay y Valencia (en la que se pensionó nuevamente). En 1962 fue nombrado gobernador del Chocó por Guillermo León Valencia, un cargo en el que actuó durante poco menos de dos años.